# Kampfabstimmung
Kampfabstimmung oder Alternativabstimmung (oder Kampfkandidatur bei Personenwahlen; in der Schweiz Sprengkandidatur) ist ein Ausdruck aus der Politik und bezeichnet in Deutschland eine Abstimmung einer Versammlung oder eines Gremiums, bei der mehrere Möglichkeiten zur Auswahl stehen. Allerdings wird der Begriff Kampfabstimmung nur verwendet, wenn beide Optionen eine Chance auf eine Mehrheit haben. Ansonsten spricht man bei Kandidaturen von Zählkandidaten.
Eine Kampfabstimmung ist eine Spezialform der Abstimmung, bei welcher die Vorbereitung und der Verlauf einer Abstimmung umkämpft und der Ausgang der Abstimmung offen ist. Eine solche Situation ergibt sich dann, wenn bei den involvierten Akteuren (Akteur im soziologischen Sinne) wenig Information über die realen Kräfteverhältnisse vorhanden ist, wenn sich zwei oder mehr Gruppierungen mit etwa gleichen Aussichten auf eine Mehrheit gegenüberstehen oder wenn eine stark mobilisierte Minderheit einer passiven Mehrheit gegenübersteht und diese daher proportional höhere Erfolgschancen bei einer Abstimmung erwarten kann, als ihre tatsächliche Kraft zu einem Zeitpunkt vor der Abstimmung erwarten lässt.
Der Begriff ist im Pressejargon verbreitet und findet in Massenmedien Verwendung. Er wird vor allem zur Abgrenzung zu Abstimmungen, deren Verlauf und Ausgang mit hoher Wahrscheinlichkeit vorhersehbar sind, eingesetzt.
Von Kampfabstimmungen wird auch bei Abstimmungen gesprochen, welche von einer untergeordneten Ebene gegen den Willen der Führungsebene erzwungen werden, was typischerweise in vielen Organisationen – in Firmen wie in Vereinen – satzungsgemäß möglich ist, aber meist nur in Ausnahmefällen zur Anwendung gelangt.

## Kampfabstimmungen in der Praxis der Parteiendemokratie
Auch wenn Abstimmungen in einer Demokratie das übliche Mittel der Entscheidungsfindung sind, sind Kampfabstimmungen in Parteien die Ausnahme. Bezüglich der Programmatik der Partei ist es notwendig, einen möglichst breiten Konsens zu finden. Eine Partei, die in inhaltlichen Fragen tief gespalten ist, ist im Parteienwettbewerb benachteiligt. In der Öffentlichkeit werden Kampfabstimmungen imageschädigend als Zeichen der Zerstrittenheit gewertet.
Daher ist es in allen Parteien üblich, Parteiprogramme so zu gestalten, dass lediglich Einzelfragen in Kampfabstimmungen entschieden werden, das Gesamtprogramm jedoch mit breiter Mehrheit ohne Alternativentwürfe angenommen wird. Organisatorisch wird dies durch Antragskommissionen unterstützt.
Bei Kandidaturen für öffentliche Ämter und Mandate (hier hat der Wahlvorbereitungsausschuss die vergleichbare Funktion) sind Kampfkandidaturen wesentlich häufiger, wenn der alte Amtsinhaber nicht mehr antritt. Auch sind Kampfkandidaturen wesentlich häufiger, wenn die Wahlchancen hoch sind.

### Beispiele
- Franz Josef Strauß gewann eine Kampfabstimmung über die Kanzlerkandidatur in der CDU/CSU-Bundestagsfraktion. Er setzte sich mit 135:102 Stimmen gegen Ernst Albrecht durch.
- Hans-Otto Wilhelm löste im November 1988 beim Landesparteitag der CDU Rheinland-Pfalz Bernhard Vogel als Vorsitzenden ab, nachdem er die Kampfabstimmung mit 258:189 Stimmen für sich entschieden hatte; Vogel trat danach auch als Ministerpräsident zurück.[5]
- Oskar Lafontaine trat im November 1995 beim SPD-Parteitag in Mannheim zur Kampfkandidatur um den Parteivorsitz gegen Rudolf Scharping an und gewann mit 321:190 Stimmen.[6]
- Andrea Nahles setzte sich 2005 in einer Kampfabstimmung um die Nominierung zur SPD-Generalsekretärin gegen Kajo Wasserhövel durch, was den damaligen Vorsitzenden Franz Müntefering bewog, auf eine erneute Kandidatur zu verzichten.[7]
- Ralph Brinkhaus besiegte im September 2018 den langjährigen CDU/CSU-Bundesfraktionsvorsitzenden Volker Kauder mit 125:112 in einer Kampfabstimmung.[8]
- 2018 und 2021 entschieden die CDU-Parteitagsdelgierten über den Parteivorsitz mittels einer Kampfabstimmung. Friedrich Merz verlor jeweils die Stichwahl, 2018 mit 482:517 gegen Annegret Kramp-Karrenbauer, 2021 mit 466:521 gegen Armin Laschet. Jens Spahn 2018 und Norbert Röttgen 2021 schieden im 1. Wahlgang aus.